# Copsychus superciliaris
Copsychus superciliaris (шама чорнокрила) — вид горобцеподібних птахів родини мухоловкових (Muscicapidae). Ендемік Філіппін. Раніше вважався підвидом білобрової шами, однак був визнаний окремим видом.

## Поширення і екологія
Чорнокрилі шами мешкають на островах Тікао, Масбате, Панай і Негрос в групі Вісайських островів в центральній частині Філіппінського архіпелага. Вони живуть у вологих рівнинних тропічних лісах. Зустрічаються на висоті до 1000 м над рівнем моря.